# Richard McCallum
Richard McCallum (ur. 24 kwietnia 1984 w Montego Bay) – jamajski piłkarz grający na pozycji bramkarza, reprezentant kraju.

## Kariera piłkarska
Richard McCallum karierę piłkarską rozpoczął w 2002 roku w Wadadah FC. W 2003 roku został zawodnikiem Invaders United, skąd w 2004 roku przeszedł do Waterhouse FC, z którym dwukrotnie zdobył mistrzostwo Jamajki (2008, 2014) oraz dwukrotnie Puchar Jamajki (2008, 2013).

## Kariera reprezentacyjna
Richard McCallum grał w reprezentant Jamajki U-17, U-20 i U-23. dorosłej reprezentacji zadebiutował w 8 października 2006 roku w wygranym 2:1 meczu towarzyskim z reprezentacją Kanady na National Stadium w Kingston. W 2010 roku zdobył z reprezentacją Puchar Karaibów.

## Sukcesy piłkarskie

### Waterhouse FC
- Mistrzostwo Jamajki: 2008, 2014
- Puchar Jamajki: 2008, 2013

### Reprezentacja
- Puchar Karaibów: 2010